# Cold War (1998)
Der Kalte Krieg (im Original: Cold War) ist eine Doku-Serie von CNN, die die Geschichte des Kalten Krieges zum Thema hat. Die 24-teilige Serie beschäftigt sich hauptsächlich mit den Beziehungen zwischen den Vereinigten Staaten, der Sowjetunion und ihren jeweiligen Verbündeten vom Ende des Zweiten Weltkriegs bis zum Zerfall der Sowjetunion im Jahr 1991.

## Inhalt
Die Sendereihe ist eine politische Enzyklopädie des Kalten Krieges und galt Ende der 1990er-Jahre als eine der aufwendigsten Dokumentarproduktionen der Fernsehgeschichte.
Etwa 10 der 24 Folgen haben ihren inhaltlichen Schwerpunkt in Deutschland, die in der Serie als „Nahtstelle“ des Kalten Krieges vorgestellt wird. Die Dokureihe endet mit dem Mauerfall und dem Zerfall des Ostblocks.

## Produktion
Die Serie wurde von Pat Mitchell und Jeremy Isaacs produziert, die bereits 1973 die Dokumentarserie Die Welt im Krieg in ähnlichem Stil produziert hatten. Ted Turner finanzierte die Serie als Gemeinschaftsproduktion zwischen dem Turner Broadcasting System und der BBC. Sie wurde zwischen dem 27. September 1998 und dem 4. April 1999 auf CNN in den USA und auf BBC Two im Vereinigten Königreich ausgestrahlt. Zu den Autoren gehörten Hella Pick, Jeremy Isaacs, Lawrence Freedman, Neal Ascherson, Hugh O’Shaughnessy und Germaine Greer. Kenneth Branagh war der Erzähler aus dem Off, und Carl Davis (der auch mit Isaacs bei The World at War zusammenarbeitete) komponierte die Titelmusik. Jede Folge enthält historisches Filmmaterial und Interviews mit bedeutenden Persönlichkeiten und Zeitzeugen bestimmter einschneidender Ereignisse des Kalten Krieges. Es rund 8.000 Archivstücke gesichtet und in 31 Ländern Interviews gedreht worden.
In Deutschland wurde die Serie von den öffentlich-rechtlichen Fernsehsendern WDR, MDR, NDR, ORB, 3sat und Phoenix sowie vom privaten Fernseh-Nachrichtensender n-tv ausgestrahlt. Die Deutschlandpremiere der ersten Folge war am 21. Februar 1999 im WDR. In der Schweiz erfolgte die Ausstrahlung der gesamten Serie vom 23. Oktober 1999 bis zum 29. April 2000 auf dem Fernsehsender SRF 1.

## Episodenliste
| Folge | Englischer Titel    | Deutscher Titel                                            | Behandelter Zeitraum | Erstausstrahlung (CNN) | Erstausstrahlung (WDR) |
| ----- | ------------------- | ---------------------------------------------------------- | -------------------- | ---------------------- | ---------------------- |
| 1     | Comrades            | Waffenbrüder gegen Hitler                                  | 1917–1945            | 27. September 1998     | 21. Februar 1999       |
| 2     | Iron Curtain        | Der Eiserne Vorhang                                        | 1945–1947            | 4. Oktober 1998        | 28. Februar 1999       |
| 3     | Marshall Plan       | Der Marshall-Plan                                          | 1947–1952            | 11. Oktober 1998       | 7. März 1999           |
| 4     | Berlin              | Berlin-Blockade und Luftbrücke                             | 1948–1949            | 18. Oktober 1998       | 14. März 1999          |
| 5     | Korea               | Der Kalte Krieg wird heiß                                  | 1949–1953            | 25. Oktober 1998       | 21. März 1999          |
| 6     | Reds                | Jagd auf den „Inneren Feind“                               | 1948–1953            | 1. November 1998       | 28. März 1999          |
| 7     | After Stalin        | Freiheit, eine Illusion – Der Ostblock nach Stalins Tod    | 1953–1956            | 8. November 1998       | 11. April 1999         |
| 8     | Sputnik             | Sputnik – Wettlauf der Raketen und Satelliten              | 1949–1961            | 15. November 1998      | 18. April 1999         |
| 9     | The Wall            | Die Mauer – Bollwerk gegen die Sehnsucht                   | 1958–1963            | 22. November 1998      | 25. April 1999         |
| 10    | Cuba                | Die Kuba-Krise – Raketendrohung von der Zuckerinsel        | 1959–1962            | 29. November 1998      | 2. Mai 1999            |
| 11    | Vietnam             | Vietnam – Eine Supermacht läuft sich tot                   | 1954–1968            | 6. Dezember 1998       | 9. Mai 1999            |
| 12    | M.A.D.              | Der Rüstungswahnsinn der Supermächte                       | 1960–1972            | 13. Dezember 1998      | 16. Mai 1999           |
| 13    | Make Love Not War   | „Make love – not war“ – Die 60er Jahre im Westen           | 1960er-Jahre         | 10. Januar 1999        | 22. August 1999        |
| 14    | Red Spring          | „Roter Frühling“ – Die Sechzigerjahre im Osten             | 1960er-Jahre         | 17. Januar 1999        | 29. August 1999        |
| 15    | China               | Von Maos Sieg bis zur Mao-Dämmerung                        | 1949–1972            | 24. Januar 1999        | 5. September 1999      |
| 16    | Detente             | Entspannung – Der steinige Weg nach Helsinki               | 1969–1975            | 7. Februar 1999        | 19. September 1999     |
| 17    | Good Guys, Bad Guys | Stellvertreterkriege in Nahost und Afrika                  | 1967–1978            | 14. Februar 1999       | 26. September 1999     |
| 18    | Backyard            | Lateinamerika – Uncle Sam’s Hinterhof                      | 1954–1990            | 21. Februar 1999       | 3. Oktober 1999        |
| 19    | Freeze              | Eiszeit – Vom Entspannungskurs bis zur Rückkehr der Falken | 1977–1981            | 28. Februar 1999       | 10. Oktober 1999       |
| 20    | Soldiers of God     | Mudjahedin – Allahs Soldaten in Afghanistan                | 1975–1988            | 7. März 1999           | 17. Oktober 1999       |
| 21    | Spies               | Spione – KGB contra CIA                                    | 1944–1994            | 14. März 1999          | 24. Oktober 1999       |
| 22    | Star Wars           | Reagan-Gorbatschow – Der Krieg der Sterne                  | 1981–1988            | 21. März 1999          | 31. Oktober 1999       |
| 23    | The Wall Comes Down | Der Fall der Mauer                                         | 1989                 | 28. März 1999          | 7. November 1999       |
| 24    | Conclusions         | Bush – Gorbatschow: Die Welt nach der Wende                | 1989–1991            | 4. April 1999          | 19. November 1999      |

## Auszeichnungen
Die Serie erhielt von der britischen Producers Alliance for Cinema and Television den Archive Award für die beste Verwendung von Archivmaterial im Jahr 1998.
Die RIAS Berlin Kommission verlieh der Jeremy Isaacs Productions 1999 den RIAS-Sonderpreis für die „historisch kompetente und journalistisch fesselnde“ Darstellung des Kalten Krieges unter Verwendung von schwer zugänglichen Archivmaterials.